# Малий Коморськ
Малий Коморськ (пол. Mały Komorsk) — село в Польщі, у гміні Нове Свецького повіту Куявсько-Поморського воєводства.
Населення — 340 осіб (2011).
У 1975-1998 роках село належало до Бидгощського воєводства.

## Демографія
Демографічна структура станом на 31 березня 2011 року:
|          | Загалом | Допрацездатний вік | Працездатний вік | Постпрацездатний вік |
| -------- | ------- | ------------------ | ---------------- | -------------------- |
| Чоловіки | 171     | 41                 | 119              | 11                   |
| Жінки    | 169     | 38                 | 100              | 31                   |
| Разом    | 340     | 79                 | 219              | 42                   |